# طحاوي أختانوف
طحاوي أختانوف (بالإنجليزية: Takhavi Akhtanov)‏ (و. 1923 – 1994 م) هو كاتب، وكاتب مسرحي، من الاتحاد السوفيتي، توفي عن عمر يناهز 71 عاماً.

## التعليم
تعلم في Abai Kazakh National Pedagogical University ‏.

## جوائز
حصل على جوائز منها:
- وسام الحرب الوطنية من الدرجة الأولى
- وسام ترتيب الصداقة بين الشعوب
- وسام النجمة الحمراء
- وسام الراية الحمراء من حزب العمال
- وسام الحرب الوطنية من الدرجة 2  [لغات أخرى]‏
- وسام شارة الشرف.